# Арушанян, Баград Исаакович
Баград Исаакович Арушанян (арм. Բագրատ Իսահակի Առուշանյան, 27 февраля 1903 года, деревня Веришен, Зангезурский уезд, Елисаветпольская губерния — 19 октября 1994 года, Москва) — советский военный деятель, Генерал-лейтенант (5.05.1945).

## Начальная биография
Баграт Исаакович (Саакович) Арушанян родился 27 февраля 1903 года в деревне Веришен Зангезурского уезда Елисаветпольской губернии.

## Военная служба

### Довоенное время
В 1920 году был призван в ряды армии Первой Республики Армения, в которой прослужил 15 дней. В ноябре 1923 года был призван в ряды РККА и направлен на учёбу в Армянскую объединённую военную школу, по окончании которой в сентябре 1926 года служил в 1-м Армянском стрелковом полку (Армянская стрелковая дивизия, Кавказская Краснознамённая армия) на должностях командира взвода, роты, батальона и начальника полковой школы.
В 1931 году вступил в ряды ВКП(б).
В апреле 1933 года был направлен на учёбу в Военную академию имени М. В. Фрунзе, по окончании которой в 1936 году был направлен в Киевский военный округ, где служил на должностях помощника начальника и временно исполняющего должность начальника 1-й части штаба 15-й стрелковой дивизии.
В январе 1938 года был назначен на должность помощника начальника штаба 6-го стрелкового корпуса, в сентябре 1938 года — на должность начальника 1-го отдела штаба Одесской армейской группы, а в январе 1940 года — на должность начальника штаба 19-го стрелкового корпуса (Ленинградский военный округ). Принимал участие в боевых действиях советско-финской войны. Комбриг (1.04.1940).
В апреле 1940 года был назначен на должность начальника оперативного отдела штаба, а в июле — на должность начальника штаба 12-й армии (Киевский военный округ). Тогда же, 4 июня 1940 года, ему было присвоено воинское звание «генерал-майор».

### Великая Отечественная война
В начале Великой Отечественной войны 12-я армия была включена в Юго-Западный фронт, в составе которого принимала участие в приграничных сражениях западнее города Станислав, а во второй половине июля армия в составе Южного фронта вела оборону на уманском направлении, во время которой Арушанян, являясь начальником штаба 12-й армии, попал в окружение в районе города Умань. В начале сентября вместе с группой из 5 бойцов вышел из окружения и перешёл линию фронта в районе села Озеры на Днепре. 13 октября 1941 года приказом командующего войсками Юго-Западного фронта С. К. Тимошенко Арушанян был назначен на должность начальника тыла — заместителя командующего войсками Юго-Западного фронта, а с начала ноября исполнял должность начальника штаба 56-й армии, участвовавшей в ходе Ростовских оборонительной и наступательной операций, а затем в наступлении и обороне в районе Таганрога и на ростовском направлении.
В июне 1942 года Баград Исаакович Арушанян был арестован органами НКВД. Поводом к аресту стало его нахождение в окружении в 1941 году. По окончании следствия в июле 1943 года Арушанян был освобождён и направлен на учёбу на ускоренный курс при Высшей военной академии имени К. Е. Ворошилова. По окончании академии в декабре 1943 года был назначен на должность заместителя командующего 4-й ударной армией (1-й Прибалтийский фронт), участвовавшей в ходе Невельской, Полоцкой и Режицко-Двинской наступательных операций. С 10 по 23 августа 1944 года командовал 14-м стрелковым корпусом, участвовавшим в ходе на завершающем этапе Белорусской наступательной операции и освобождении города Виесите.
23 августа 1944 года Арушанян был назначен на должность командира 11-го гвардейского стрелкового корпуса (2-я гвардейская армия, 1-й Прибалтийский фронт), который участвовал в ходе Прибалтийской наступательной операции, за что Баграт Исаакович Арушанян был награждён орденом Красного Знамени. В декабре 2-я гвардейская армия, в которую входил корпус под командованием Арушаняна, был включен в состав 3-го Белорусского фронта и вскоре принял участие в ходе Восточно-Прусской наступательной операции и освобождении города Даркемен и населенного пункта Норденбург. За образцовое выполнение заданий командования при овладении городом и крепостью Пиллау 11-й гвардейский стрелковый корпус был награждён орденом Суворова 2 степени, а генерал-лейтенант Арушанян был представлен к присвоению звания Героя Советского Союза. Однако награда была заменена на Орден Красного Знамени.

### Послевоенная карьера
В январе 1946 года был назначен на должность старшего преподавателя Высшей военной академии имени К. Е. Ворошилова. В июне 1949 года было присвоено право окончившего эту академию с вручением диплома. В послевоенное время часто публиковал свои работы в военных изданиях.
В сентябре 1951 года генерал-лейтенант Б. И. Арушанян уволен в отставку. Умер 19 октября 1994 года в Москве.

## Награды
- Орден Ленина (21.02.1945);
- Три ордена Красного Знамени (1940, 3.11.1944, 29.06.1945);
- Орден Суворова 2-й степени (15.04.1945);
- Орден Кутузова 2-й степени (30.07.1944)[6];
- Орден Отечественной войны 1-й степени (11.03.1985);
- Медали.

## Отзывы современников
С Багратом Исааковичем мы давние знакомые. В двадцатых годах довольно продолжительное время я командовал Ленинаканским кавалерийским полком Армянской стрелковой дивизии. Арушанян в то время был начальником полковой школы в 1-м стрелковом полку этой дивизии, стоявшем в Ереване. Баграт, несмотря на молодость, по достоинству считался одним из самых перспективных командиров. Рос он быстро. В 1936 году успешно окончил Военную академию имени М. В. Фрунзе. Командовал полком, дивизией, отличился в боях на Карельском перешейке. И вот уже начальник штаба армии важнейшего приграничного округа. Это был очень способный, умный человек, и такой стремительный взлет не вскружил ему голову.— Баграмян И. X. Так начиналась война. — М.: Воениздат, 1971. — С.19-20.

## Сочинения
- Арушанян Б. И. Манёвр в наступательных операциях Великой Отечественной войны. // Военно-исторический журнал. — 1963. — № 12. — С.3—12.
- Арушанян Б. И. На Земландском полуострове. // Военно-исторический журнал. — 1970. — № 4. — С.80—88.
- Арушанян Б. И. Боевые действия 12-й армии в начальный период войны. // Военно-исторический журнал. — 1973. — № 6. — С.60–65.
- Арушанян Б. И. Наступление с открытым флангом. // Военно-исторический журнал. — 1984. — № 9. — С.50-55.